# John Clarkson
John Gibson Clarkson (Cambridge, 1º luglio 1861 – Belmont, 4 febbraio 1909) è stato un giocatore di baseball statunitense di ruolo lanciatore nella Major League Baseball (MLB). È stato introdotto nella National Baseball Hall of Fame nel 1946.

## Carriera
Clarkson giocò come professionista dal 1882 al 1894 per Worcester Ruby Legs (1882), Chicago White Stockings (1884–1887), Boston Beaneaters (1888–1892) e Cleveland Spiders (1892–1894). Nel 1885 a Chicago ottenne 53 vittorie, un record imbattuto nella MLB, e lanciò l'unico no-hitter della carriera. Nel 1889, in forza a Boston dall'anno precedente, vinse la tripla corona dei lanciatori, guidando la National League in vittorie, media PGL e strikeout.

## Palmarès
- Tripla corona: 1

1889
- Leader della National League in vittorie: 3

1885, 1887, 1889
- Leader della National League in media PGL: 1

1889
- Leader della National League in strikeout: 3

1885, 1887, 1889